# Duel Masters
Duel Masters è un gioco di carte collezionabili prodotto congiuntamente dalla Wizards of the Coast, Shogakukan e Mitsui & Co., Ltd.. Tale gioco è parte del franchise Duel Masters, al quale appartengono anche una serie manga, una serie animata omonimi e diversi videogiochi per PlayStation 2 e Game Boy Advance.

## Regole

### Scopo
Lo scopo del gioco è distruggere 5 carte dell'avversario precedentemente sistemate coperte sul terreno chiamate "scudi". È possibile distruggere uno scudo  attaccandolo direttamente tramite un mostro precedentemente evocato (quelli che sono stati evocati in questo turno non possono attaccare, escluse evoluzioni e creature speciali che hanno un'abilità particolare chiamata "attaccante fulmineo"). Dopo aver distrutto tutti gli scudi bisogna sferrare un attacco contro l'avversario con qualsiasi mostro tranne che con quelli che hanno sotto la caratteristica "Questa creatura non può attaccare i giocatori" o "Questa creatura non può attaccare".

### Mazzo
Ogni giocatore deve preparare un mazzo con minimo 40 carte. Le carte sono divise in cinque civiltà: Luce, Tenebre, Fuoco, Acqua e Natura. Ognuna con capacità diverse, per esempio la civiltà della Natura ha molte carte che permettono di aumentare i propri mana che servono per evocare creature o utilizzare magie. Una regola importante è quella che impone al giocatore che per primo termina il mazzo e che quindi non può più pescare, la sconfitta.

### Preparazione del gioco
- Mischiare il tuo mazzo
- Porre le prime 5 carte del mazzo senza vederle coperte davanti a sé: saranno gli scudi
- Pescare 5 carte senza farle vedere all'avversario: questa è la mano di carte
- Guardare l'ultima carta del mazzo, quella del giocatore che costa più mana inizia.

### Turno di gioco
Un turno si divide in sei fasi:
1. Si risistemano le carte tappate (mostri e mana).
2. Si pesca una carta (non si può fare nel primo turno), se si pesca l'ultima carta del mazzo si ha perso.
3. Mettere (se lo si desidera) una carta nella zona del mana (se ne può mettere solo 1 in ogni turno).
4. Evocare creature o lanciare magie: per farlo si deve possedere mana sufficiente nella zona del mana, il costo in mana di una carta e segnato in alto a sinistra di essa. Per esempio l'evocazione di creatura di tipo Acqua necessita di almeno 1 carta di tipo acqua nella zona del mana.
I mostri evocati in questa fase non possono attaccare fino all'inizio del prossimo turno per debolezza da evocazione tranne che per le creature evolute (Una creatura evoluta è una carta speciale che va evocata mettendola sopra a una carta del tipo indicato da quest'ultima, la carta che è stata "evoluta" deve essere ignorata, contano solo il nome, il colore, le caratteristiche e la forza della creatura sopra) o gl'attaccanti fulminei (Questi sono immuni all'ozio di convocazione.)
5. Attaccare una creatura o l'avversario
Attacco a una creatura: Se si decide di attaccare una creatura si deve innanzitutto controllare se la creatura attaccata è tappata, confrontare la loro forza, la creatura che ne ha di meno perde il combattimento e va riposta nel cimitero, se la creatura con attacco minore ha la caratteristica «Trucidatore» anche la carta vincitrice dovrà essere riposta nel cimitero, se le due creature hanno una forza pari si distruggono entrambe. si possono attaccare creature stappate se la creatura attaccante specifica che può attaccare creature stappate. dopo di questo la creatura attaccante, se non è ancora finita al cimitero, viene tappata.
Attacco all'avversario: Se si decide di attaccare l'avversario si devi usare una creatura che non abbia la caratteristica "Questa creatura non può attaccare i giocatori" o "questa creatura non può attaccare", quando si attacca un giocatore e non si viene stoppati da uno stoppatore si sfascia uno scudo che ritorna in mano all'avversario, alcune creature hanno la caratteristica «Sfasciatore Duplice» che permette loro di sfasciare 2 scudi; se l'avversario non ha più scudi e viene attaccato ha perso. Si può «Stoppare» un attacco, cioè arrestarlo usando una creatura che abbia la caratteristica «Stoppatore», dopo aver stoppato un attacco lo stoppatore e la creatura attaccante combattono. dopo di questo la creatura attaccante, se non è stata distrutta dallo stoppatore, va tappata.
6. Se non si vogliono più compiere azioni si dichiara all'avversario di aver finito il turno.

## Mondo di gioco
Il mondo di Duel Masters ha una propria mitologia e filosofia. Le Civiltà rappresentano cinque elementi, i quali danno l'energia ai duellanti, così da accrescere i loro poteri.

### Fuoco
Il clima arido caldo della civiltà del Fuoco si estende a una serie di isole ricoperte di ceneri vulcaniche e magma solidificato. Costanti terremoti, eruzioni vulcaniche, ed altre attività sismiche rendono questo ambiente molto instabile. Poche sono le piante che riescono a sopravvivere in queste condizioni.
La storia di questa terra non può prescindere dalla guerra fra i Dragonoidi e gli Umani. Un tempo civiltà fiorente, le creature del Fuoco godevano dei benefici della tecnologia avanzata, mirata soprattutto allo sviluppo di armamenti. Durante l'Antica Guerra, fu utilizzata una potente arma al magma responsabile di un ingente spostamento della crosta del pianeta. Di conseguenza, la maggior parte della superficie venne sommersa dal mare, molte montagne rischiarono di trasformarsi in vulcani attivi e la civiltà del Fuoco subì danni considerevoli, dovendo al tempo affrontare una sempre più intensa attività vulcanica. Tuttavia, alcuni oggetti dell'Antica Guerra sopravvissero, seppelliti sotto le macerie, e gli abitanti del luogo ora sono costantemente alla ricerca della loro antica tecnologia, da tempo perduta.
Nella civiltà del Fuoco, i vulcani sono simbolo di potere. I Dragonoidi hanno imparato a provocare le eruzioni e ad utilizzarle come armi. Sebbene occorrano mesi di preparazione, e la mira sia tutt'altro che precisa, tale arma vulcanica ha un potere distruttivo devastante.
Nel frattempo, le creature del Fuoco hanno iniziato a svolgere attività minerarie per promuovere uno stile di vita incentrato sull'uso di ferro, polvere da sparo, magma e vapore. Dopo aver scavato un'intera montagna, essi la trasformano in fortezza abitabile, rafforzandone la struttura con il metallo. Costruiscono motori a vapore per il trasporto e per gli scavi, e usano il fumo prodotto da queste attività per nascondersi dagli occhi dei nemici.
Aggressive, ma prive di arguzia, le creature del Fuoco hanno una grande fiducia in sé stesse. Sono soddisfatte solo se riescono a schiacciare completamente i loro nemici e non hanno nessuna pietà. Non prendono nemmeno in considerazione l'ipotesi della convivenza, ma pensano solo all'annientamento e alla distruzione. Anche se stanno per perdere, le creature del Fuoco si rifiutano di arrendersi. Combattono con fierezza fino alla morte, con la convinzione che la resa può solo portare vergogna e disonore.
Le creature del Fuoco sono teatrali e adorano mettersi in mostra. Sul campo di battaglia, esagerano con le armature e le armi, a tal punto che diventa impossibile riconoscere la creatura nascosta dentro la corazza.

### Tenebre
L'aria è satura di gas tossico e l'oscurità più totale avvolge il vasto mondo sotterraneo della civiltà delle Tenebre. In questo ambiente inospitale, la speranza di vita è breve, e gli abitanti bramano l'immortalità. Infiniti tentativi di prolungare la loro esistenza hanno portato solo a danneggiare e contaminare l'ambiente circostante.
Gli esperimenti condotti hanno causato molte malattie mortali, interrotto il continuum spazio-tempo ed hanno avvelenato e sconvolto l'ordine naturale delle cose. Ora rimangono solo poche città, caratterizzate da un'acozzaglia di architetture contrastanti. Tutto e tutti qui sono sfasati, la vita è incoerente e gli eventi non hanno nessuna logica. È come se un demone avesse lanciato un incantesimo su questo mondo.
Le creature delle Tenebre si riconoscono facilmente dalle loro maschere e armature fatte di osso. I loro corpi sono sfigurati e deformi, con brandelli di carne in decomposizione a causa del gas tossico e delle malattie che infestano il loro mondo. Dopo aver vissuto nell'oscurità per così tanto tempo, quasi tutte le creature delle Tenebre sono completamente cieche.
Per sopravvivere al gas tossico, queste creature indossano sempre delle maschere. Anche al di fuori del loro oscuro mondo, non potrebbero sopravvivere senza. Di conseguenza, sono molto vulnerabili in ambienti con l'aria pulita. Sono particolarmente refrattarie al popolo della Luce e possiedono parecchie abilità contro di esso.
Gli abitanti delle Tenebre sono eternamente alla ricerca dell'immortalità. Spinti dalla follia e dall'egoismo, tormentati dalla paura e dalla disperazione, lottano strenuamente per conquistare e dominare.
Questo popolo guidato sempre da demoni e da grandi tiranni sovente attacca le altre civiltà.

### Luce
La civiltà della Luce è costituita da colonie che si trovano a mezz'aria, ricche di risorse e tecnologia avanzata. All'inizio, si trattava di una società completamente autonoma ed autosufficiente che riusciva a mantenere il proprio indisturbato isolamento, chiudendo il territorio a qualsiasi forma di comunicazione o invasione esterna. Il mondo della Luce era il luogo più pacifico e perfetto di tutte le civiltà.
Purtroppo, questa pace venne distrutta quando altre civiltà persero le proprie terre e furono costrette ad invadere altri spazi per sopravvivere. La civiltà della Luce reagì a questa ostilità, combattendo sempre più contro questi invasori. Dopo aver osservato il rapido esaurimento delle loro risorse, dovettero assumere un atteggiamento più aggressivo nei confronti del mondo esterno.
Gli abitanti della Luce costruiscono le case sulle nuvole, su un arcipelago fluttuante. In assenza di gravità, la città principale è circondata da una serie di piccole colonie satellite. Tutte le strutture hanno lo stesso orientamento, ovvero una simmetria destra-sinistra oppure alto-basso, e sono fatte di leghe metalliche e campi energetici.
Le creature della Luce credono nell'ordine, nelle tradizioni, nell'obbedienza e nell'eternità. Hanno una severa organizzazione gerarchica: al vertice di questo sistema avanzato ci sono i Comandi Angelici.
Il numero degli abitanti della Luce è limitato rispetto alle altre civiltà, però ogni individuo ha capacità largamente superiori. Proprio come la loro architettura, molte creature hanno forme lucide e simmetriche, e aleggiano nell'aria tenendo strette le proprie armi. È la civilta più potente di tutte, è la più temuta dalle altre capace di distruggere le altre in un istante.
La luce combina grazia e potenza; anche se la civiltà delle Tenebre ha dato e dà tuttora seri problemi a questa civiltà completa ricca di creature come di stoppatori.
Vivamente sconsigliata per gli apprendisti.

### Natura
Una densa giungla ricopre il continente più grande, patria della civiltà della Natura. Qui, con un clima umido e caldo, la vegetazione cresce fitta e in altezza, a tal punto che solo pochi raggi solari riescono a penetrare l'intricato fogliame.
Gli alberi sono diventati così alti ed hanno immagazzinato così tanta energia, che quasi arrivano a toccare le città della civiltà della Luce. L'energia accumulata ha provocato una distorsione della forza di gravità nel mondo della Natura, creando un'eccessiva spinta gravitazionale. Le creature delle altre civiltà non sono in grado di circolare liberamente in questa atmosfera opprimente.
Sebbene questo ecosistema unico sia abitato da molte razze diverse, non esistono città e nessuna razza domina sulle altre. Si tratta piuttosto di una società in cui vige la “legge del più forte”, e persino la Tribù Bestiale, la razza più evoluta, conosce solo un livello rudimentale di tecnologia.
Per resistere alla opprimente forza di gravità di questo mondo, le creature della Natura hanno sviluppato dei muscoli straordinari.
Le razze più evolute hanno la tradizione di tatuarsi il corpo. I tatuaggi spesso rappresentano icone religiose, basate sulla loro credenza nell'animismo oppure forme di adorazione spirituale. Il simbolo più comune è "l'occhio."
In passato, gli abitanti del mondo della Natura non prestavano molta attenzione alle altre civiltà. Ora la ricerca di habitat più ospitali da parte delle civiltà delle Tenebre e dell'Acqua costituisce una grave minaccia per la vita del mondo della Natura. La Guerra fra le civiltà per la lotta alla sopravvivenza è ormai diventata inevitabile.

### Acqua
Il mondo dell'Acqua è costituito per metà di mare e per metà di terra. Gli abitanti, che un tempo vivevano esclusivamente nell'acqua, hanno dovuto adattarsi alla vita sulla terra nella loro ricerca di ambienti sostenibili.
Le città vengono costruite nell'acqua, perché qui l'energia è più abbondante. Nonostante le considerevoli profondità oceaniche, le città sono pulite e brillanti, ben illuminate da corpi che irradiano luce. Al centro della principale zona metropolitana c'è la Torre, che ha la stessa forma elicoidale del DNA, dove i Signori Cibernetici galleggiano nei loro cilindri. Tutt'intorno alla Torre, ci sono edifici trasparenti, costruiti con acqua di mare solidificata che può essere ritrasformata a seconda delle necessità.
La fonte di energia per questa civiltà risiede in una corrente oceanica nascosta. Non molti qui conoscono questo segreto, però quelli che ne sono al corrente compongono una potente élite.
Gli abitanti dell'Acqua adorano la tecnologia. Preferiscono gli studi e la ricerca all'azione concreta, e, in caso di guerra, si affidano alle strategie e alla tattica, anziché ad attacchi diretti. Dominate dai Signori Cibernetici, molte creature dell'acqua hanno un chip inserito nel proprio corpo, grazie a cui comunicano e si scambiano informazioni telepaticamente. Le creature dotate d'intelligenza superiore sono in grado di modificare la forma del loro corpo in funzione dell'ambiente circostante. Sono anche in grado di usare l'acqua del mare per plasmare armi, armature, vestiti, o mezzi di trasporto per la terra e il mare ma è la civiltà meno potente e meno temuta.

### Codice Kaijudo
Il Kaijudo, ovvero l'antica arte del combattimento contro creature giganti, è l'arte dei duellanti di Duel Masters. Ogni buon duellante deve conoscere il Codice Kaijudo, solo così potrà diventare sensei (maestro).
Il codice ha cinque insegnamenti:
1. Non cerco scuse. Le mie azioni sono le mie parole;
2. Non ho nemici. Il mio avversario è il mio maestro;
3. Non ho bisogno di trucchi. Il mio carattere è la mia spada;
4. Non mi fermerà mai. Il mio coraggio è la mia arma segreta;
5. Non conosco la sconfitta. La mia esperienza diventa la mia forza.

## Espansioni
Per il gioco di carte sono uscite varie espansioni. In Italia sono stati pubblicati sette set d'espansione:
| Codice | Nome espansione                      | N° carte  | Data di pubblicazione |
| ------ | ------------------------------------ | --------- | --------------------- |
| DM-01  | Set Base                             | 110+10(S) | /                     |
| DM-02  | Sterminatori Apocalittici            | 55+5(S)   | /                     |
| DM-03  | Furia dei Megaguerrieri              | 55+5(S)   | /                     |
| DM-04  | Ombre nella Notte Accecante          | 55+5(S)   | /                     |
| DM-05  | Sopravvissuti dell'Immane Apocalisse | 55        | /                     |
| DM-06  | Cataclisma dell'Ira Invincibile      | 110       | aprile 2005           |
| DM-07  | Fragore dell'Annichilimento          | 55        | /                     |

S: Indica le carte super rare, le quali non sono indicate nel conteggio totale dell'espansione.

### Rarità
Ogni carta ha una diversa rarità, che corrisponde alla probabilità di trovare tale carta in una busta d'espansione. Nel gioco di carte ci sono cinque gradi di rarità, ognuno indicato da un simbolo specifico.
I gradi sono (in ordine dal più comune al più raro):
| Simbolo | Rarità     |
| ------- | ---------- |
|         | Comune     |
|         | Non comune |
|         | Rara       |
|         | Molto rara |
|         | Super rara |

### Carte puzzle
Ogni bustina conteneva, in aggiunta, una carta puzzle: queste, una volta ordinate nell'ordine corretto, mostravano un'illustrazione unica riguardante l'espansione.
Sul retro delle carte puzzle sono presenti informazioni varie sul mondo di Duel Masters: dal Codice Kaijudo, a varie informazioni pubblicitarie sui prodotti a tema, tornei, D-Max e così via.

## Rivista
Nel 2005 viene lanciata sul mercato italiano la rivista ufficiale del gioco, chiamata Duel Masters Official Magazine. Tale rivista aveva uscita mensile e venivano trattati vari argomenti e aspetti del gioco, tra cui approfondimenti sulle razze e sulle civiltà, domande dei lettori, consigli sulla costruzione del deck, tornei e così via. Inoltre nell'ultima parte di ogni numero era presente un estratto del fumetto.
In alcuni numeri erano presenti dei gadget, quali porta mazzi e bustine d'espansione.
I numeri usciti sono cinque, il primo a marzo 2005 e l'ultimo a luglio dello stesso anno. Nell'ultimo numero uscito è presente una preview di un sesto numero mai pubblicato (probabilmente dovuto alle vendite scarse).
Ogni numero uscito aveva uno speciale dedicato ad una delle cinque civiltà (nell'ordine: fuoco, natura, luce, tenebre e acqua).

## Media correlati
Oltre al gioco di carte collezionabili, è stato pubblicato un manga di 17 volumi da Shogakukan ed è stata trasmessa su TV Tokyo una serie animata di 65 episodi, giunta anche in Italia su Cartoon Network e Rai 2.
In Italia sono stati pubblicati nel 2004 tre videogiochi, uno per PS2 (Duel Masters: Nettou! Battle Arena) e due per Game Boy Advance (Duel Masters: Kaijudo Showdown e Duel Masters: Sempai Legends). In ogni scatola erano presenti carte in edizione limitata.

### Club ufficiale
Esisteva un club/programma denominato D-Max. Per iscriversi a tale club bisognava mandare una richiesta di affiliazione tramite un modulo prestampato o via internet. L'adesione al programma conferiva diversi benefici ai membri, tra cui: una tessera personale di socio D-Max, accesso esclusivo al sito web ufficiale (non più attivo), aggiornamenti periodici e regolari sul mondo Duel Masters e materiale esclusivo, tra cui un pacchetto di benvenuto unico.